# Deborah Levi
Deborah Levi (n. 28 august 1997, Dillenburg, Ducatul Nassau, Germania) este o sportivă ce a reprezentat Germania, medaliată olimpică. A participat la o ediție a Jocurilor Olimpice (2022) în care a câștigat o medalie de aur.

## Participări
Lista de mai jos prezintă principalele competiții la care a participat Deborah Levi de-a lungul carierei.
- Bob la Jocurile Olimpice de iarnă din 2022 - Dublu (feminin)